# بوشنوية كرنبية خلفية
بوشنوية كرنبية خلفية (الاسم العلمي:Buchenavia ochroprumna) هي نوع من النباتات يتبع جنس البوشنوية من الفصيلة القمبريطية.